# アルゴリズム制
アルゴリズム制、アルゴリズムによる統治（英: government by algolithm、algorithmic democracy, アルゴリズム的規制（英: algorithmic regulation）、アルゴリズムによる規制（英: regulation by algorithms）、アルゴリズム的行政（英: algorithmic governance ）、アルゴリズム制的統治（英: algocratic governance）、アルゴリズム的法秩序（英: algorithmic legal order）、もしくはアルゴリズム制（英: algocracy、直に音訳してアルゴクラシー））は政府または社会秩序の代替的な形態である。

## 解説
アルゴリズム制は規制、法執行、並びに一般的に交通や登記のような毎日の生活に応用される、とりわけ人工知能と分散管理台帳の、コンピューターアルゴリズムの利用におけるものである。
アルゴリズムによる統治という用語は学術的な文献においてアルゴリズム的統治に替わるものとして2013年に現れた。関連する用語の、アルゴリズム的規制はコンピューターアルゴリズムによる、基準、監視、そしてふるまいの補正を定めるものとして定義された――司法の自動化はその視野に入る。
分散管理台帳の文脈において、それは分散管理台帳統治（英: blockchain governance）としても知られる 。
アルゴリズム制は電子政府の文献において補足されない、または公的な行政の実践における、新しい問題を提起する。いくつかの文献は、アルゴリズムが情報の処理の意味だけではないけれども、アルゴリズム的統治をもった、情報の効率的な利用による規制であるところの仮想的な政体であるものとしてサイバー制（英語: cyberocracy）を引用する。ネロ・クリスチャーニニ（英語: Nello Cristianini）とテレサ・スキャンタンボロ（英:  Teresa Scantamburlo ）は、人間社会と（繰り返し順位付けのような）一定の規制アルゴリズムは 社会機械 （英語: social machine）を形成すると主張する。

## 歴史

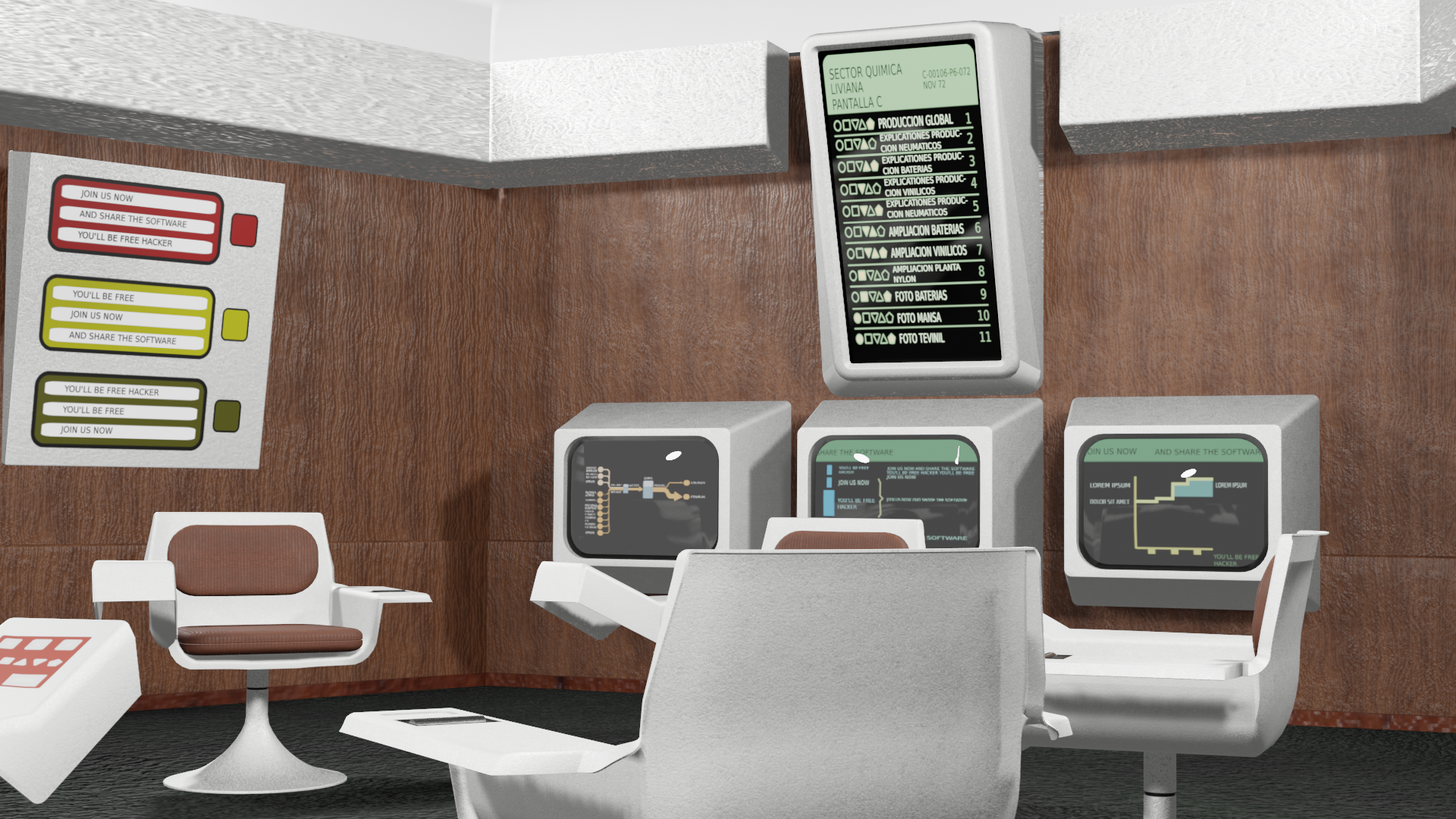
サイバーシン計画の操作室の、CGによる視覚的想像。

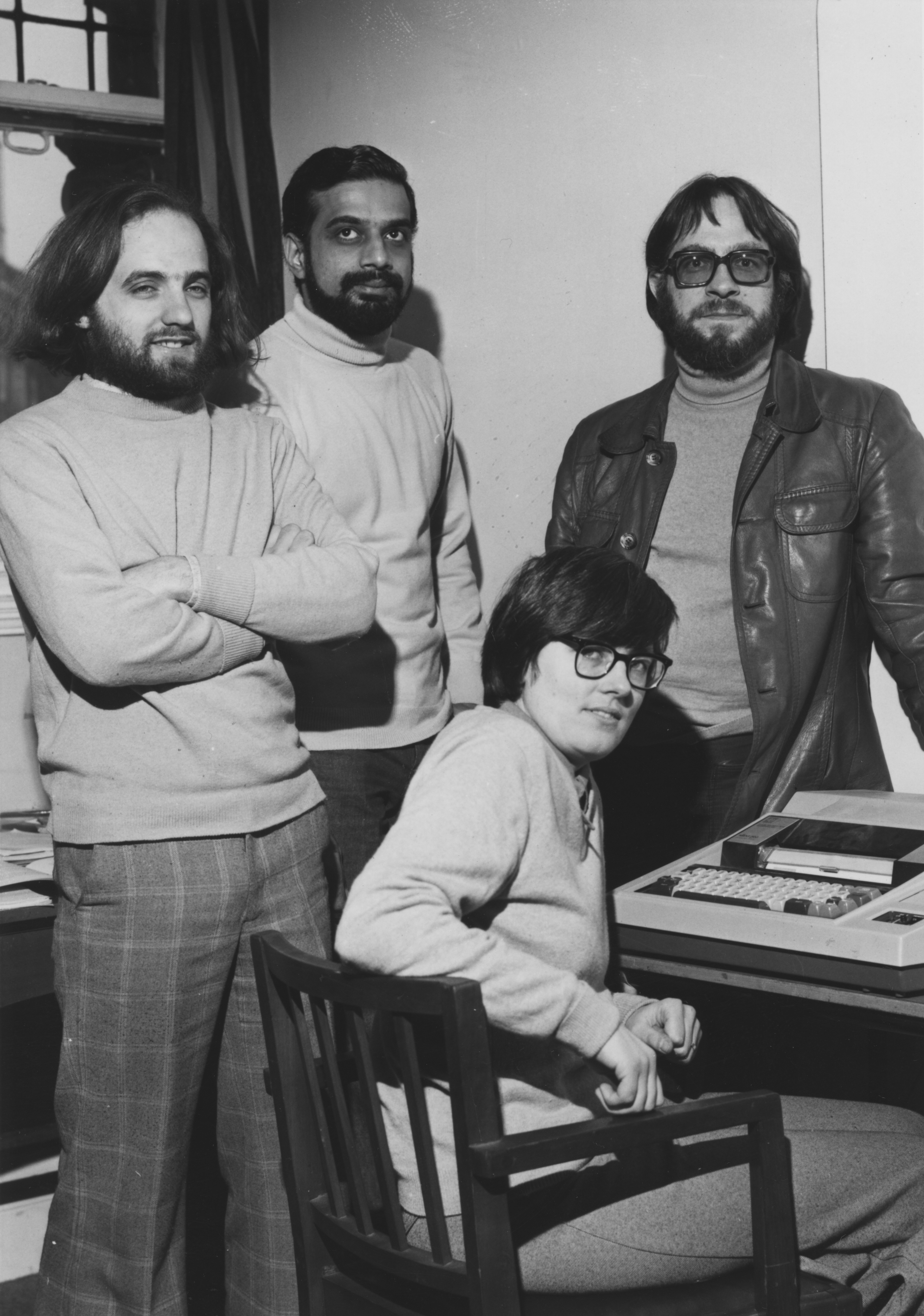
LEGOL Group (1977)

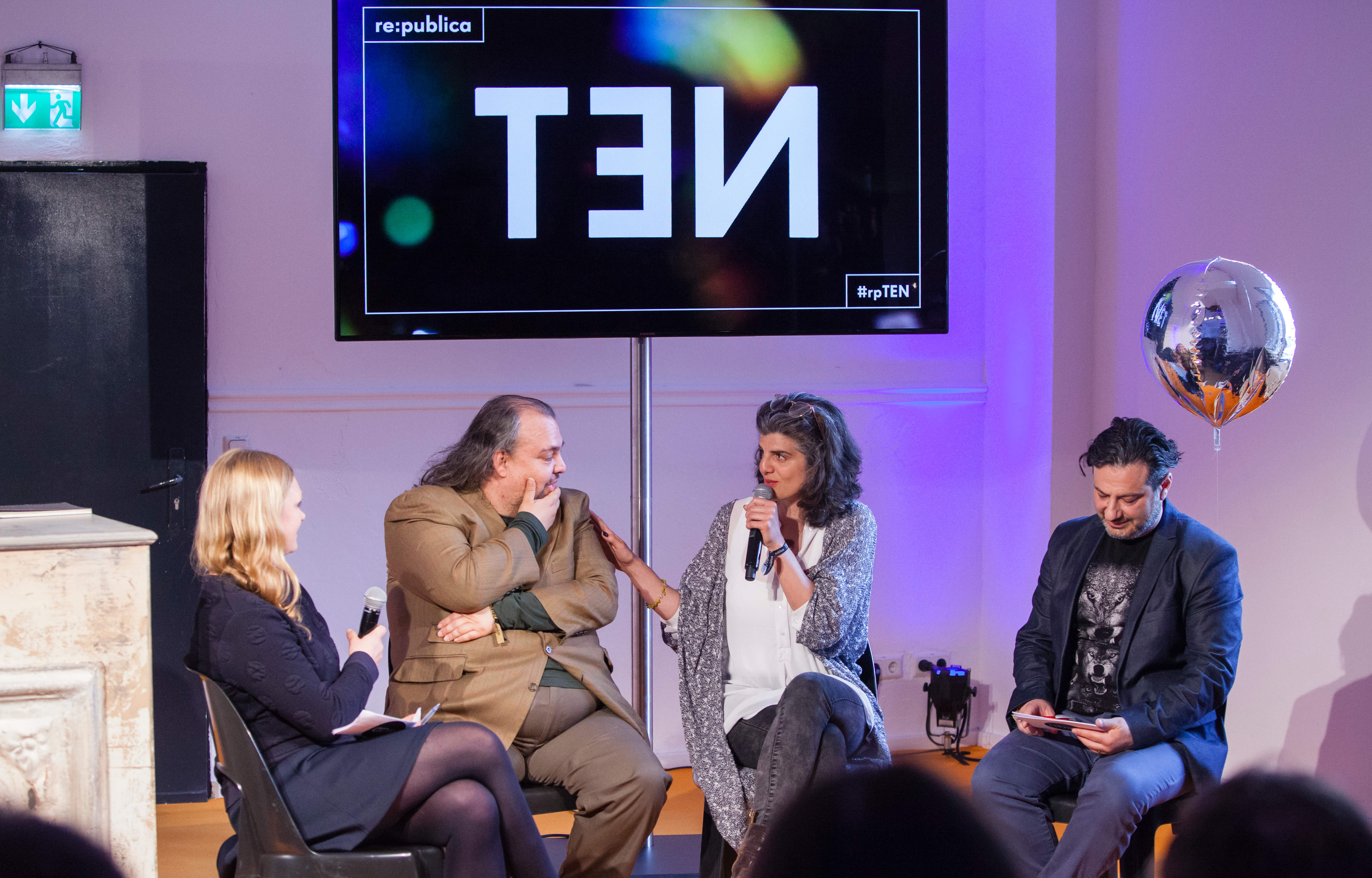
re:publica での、アンドレア・バウアー（Andrea Bauer）、ボリス・モシュコビッツ（Boris Moshkovits）、シャーミン・ボスミール（Shermin Voshmgir）による、"Blockchain and the future of governance. Let’s overcome the hype and understand what can be done."

1962年に、モスクワのロシア科学アカデミーのInstitute for Information Transmission Problems（後のKharkevich Institute）の所長の、アレクサンドル・ハルケヴィチは、情報処理と経済の管理のための電子計算機網についての、ひとつの論文を雑誌Communistに著した。実際、彼は'アルゴリズム的な統治'（英: algorithmic governance）の必要に対して現代のインターネットのような計算機網を作るよう提案した。これは深刻な問題をCIA分析官の間に生じさせた。とりわけ、アーサー・シュレジンジャーは「1970年までにソビエト連邦が、自己学習計算機を用いた閉じた回路と帰還制御によって管理された、産業の企業や複合体のすべてを内包する、急進的な生産技術を持つかもしれない」ことを警告した。

## 具体例

### スマートシティ

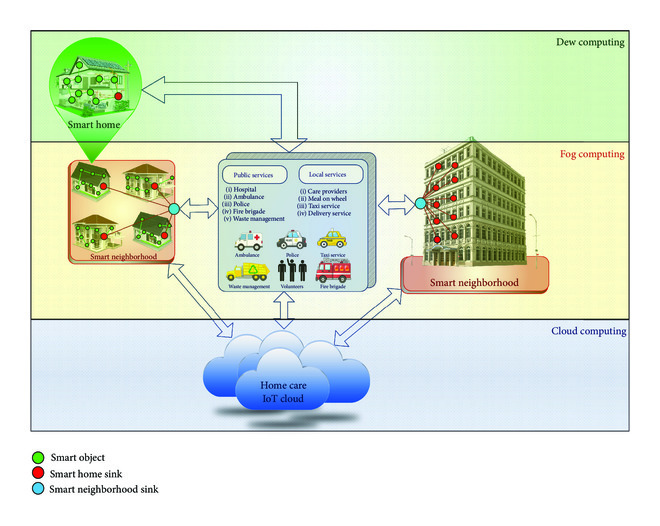
在宅医療システム用IoTのアーキテクチャ。

スマートシティは、多様な管理を実施するために用いられるデータを集めるところの市街地である。計算能力の増大は自動的な決定を増やすこと、そして'アルゴリズム的な統治'（英: algorithmic governance）に公的な省庁を置き換えることを可能にする。

### 評判システム

組織に関するサイバネティクス思考。ひとつのシステムが決定する現実が一方に、制御システムとしてのモデルとなりうるサイバネティックスの工場が他方にある。

ティム・オライリーは'アルゴリズム的統治'（英: algorithmic regulation）において組み合わさったデータ資源と評判システムは伝統的な規制よりも優れうることを指摘する。

### アルゴリズム司法
オーストラリアでの裁判官の判決は、離婚後の不和の割合を決定する場合にSplit Upにより補助される。COMPASソフトウェアは裁判所での累犯の危険の査定にアメリカ合衆国で使われる。北京インターネット裁判所の文書によれば、中国は最初にインターネット裁判所もしくはサイバー裁判所を始めて造った国である。中国の人工知能裁判官はある実在の女性裁判官のひとつの仮想再造物である。彼女は「裁判の受理を含めた、裁判所の裁判官が基本的な繰り返しの作業を仕上げるのを手伝う、従って、職業的な実践者が彼らの試行的な仕事において良い焦点を当てるような特別の権能を与える。エストニアでも7,000ユーロ以下の少額請求訴訟の判決をする人工知能を雇う計画をしている。
対話型法律人工知能は、パラリーガルや法律事務所の若い所員によってたいていされるものである仕事ができる。このような一つの技術は、法律上の研究を補助するためにアメリカ合衆国の法律事務所で使われる、ロス・インテリジェンス（英:  ROSS Intelligence、アメリカのある企業の部署（の名称））によるものであり、その他のものは精巧度とアルゴリズムの記述によって異なっている。別の法律上の技術の
対話型人工知能アプリケーションはDoNotPayである。

### 人工知能政治家
2018年に、松田道人という名のひとりの活動家が、人工知能プログラムによる人間の代わりとして、東京都多摩市の市長選挙に向けて動いた。選挙ポスターと宣伝材料がその「ロボット」という言葉を用いて、そして女性人造人間のストック写真が展示されたときに、その「人工知能市長」は実際は多摩市のデータセットを用いて学習した機械学習アルゴリズムだった。その計画はソフトバンクの高名な上級職の松本徹三とGoogle米国本社副社長兼Google日本法人代表取締役の村上憲郎によって裏打ちされた。阿部裕行に打ち破られ、その選挙で松田道人は3位だった。選挙組織人は「人工知能市長」が、人間の政治家よりも「公平公正」なやり方で、自治体政府（英語:  municipal council）に提唱する オンライン請願 （英語:  online petition ）を分析するようプログラムされていたことを主張した。
2019年に、ニュージーランドの選挙戦に繋がるソーシャルメディアでの議論に、人工知能で動く通知対話型人工知能SAMが参加した。SAMの創作者の、ニック・ジェリッセン（英: Nick Gerritsen）は、ニュージーランドで次の総選挙があるときの、2020年後半までに立候補者として十分動くよう進歩することを信じる。
2022年の大韓民国大統領選挙では、尹錫悦候補が自身の仮想再造物を運用した結果、当選した。

### 感染症管理

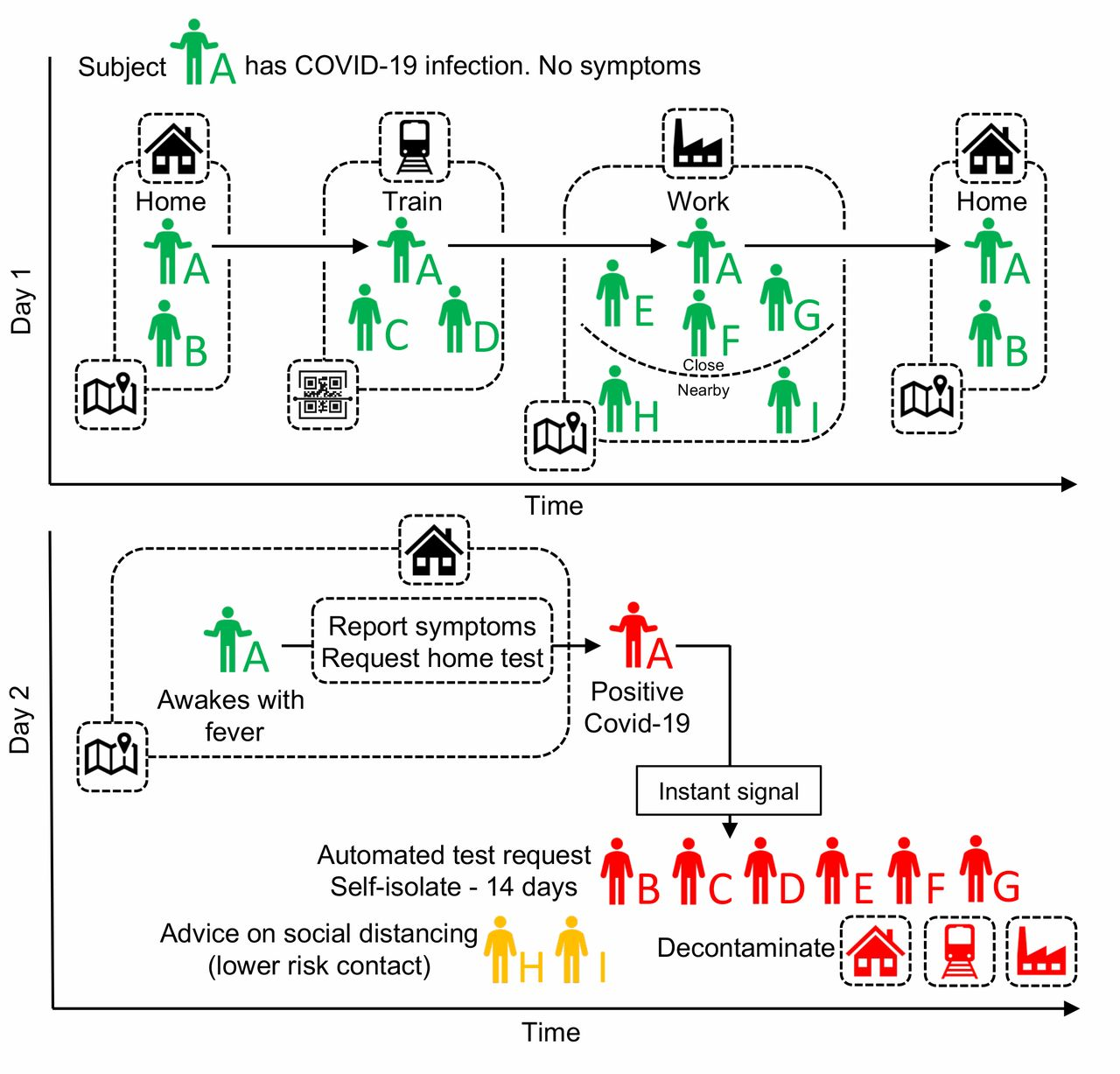
モバイルアプリケーションによる新型コロナウイルスの接触追跡の図式。。

2020年2月に、中国は「近接検出器（英: close-contact-detector）」と呼ぶ、新型コロナウイルスの発生に対処するモバイルアプリケーションに着手した。利用者らは彼らの氏名と識別番号を入力することを求められる。そのアプリケーションは（たとえば、鉄道と航空を含む、公共交通利用の移動記録の）調査データを使って「近接」、そしてしたがって感染のリスクの可能性を検知することが可能である。各々の利用者は三人の他の利用者の状態を確認できる。利用者らが、アリペイやウィーチャットのようなアプリケーションを使う彼らのスマートホンでＱＲコードを読み取ることを要求することで、これはできる。近接検出器はアリペイを含む普及したモバイルアプリケーションを通じてアクセスできるようになる。もしあるリスクが検知されると、そのアプリは自己検疫を勧めるだけでなく、地域医療行政にも警告を発する。

## 受容

### 利点
'アルゴリズム的規制'（英: algorithmic regulation）の統治のシステムを支援する、
市民から彼らのスマートデバイスとコンピュータを通じて集められた、大量のデータは、
集団としての人間の生活を大いに効率的に組織化するよう用いられる。

### 批判
政府でのアルゴリズムの利用に関連する潜在的なリスクがある。アルゴリズム的バイアス、アルゴリズムがどう決定するかにおける親和性の欠如、そしてそのようないかなる決定にも対する説明責任に、これらは含まれる。

### 公衆的受容
スペインのIE大学の'Center for the Governance of Change' によって導かれた、ある2019年の調査投票は、選ばれたヨーロッパの25%の市民はどういうわけかまたはまったく、人工知能が彼らの国がどうなるかについて重要な決定をするすることを好むことを発見した。

## 大衆文化
ダニエル・サーレッツ （英: Daniel Suarez）の小説Daemon と Freedom™は架空のグローバルなアルゴリズム制の筋書きを描く。